# 王璽 (正統進士)
王璽（1416年—1492年），字仲來，南直隸和州直隸州人，明朝政治人物。進士出身。

## 生平
王璽是正統九年（1444年）順天府鄉試第十八名舉人，次年（1445年）會試中副榜，不謁選回鄉照顧生病的父親，毎天服侍其飲藥，父親不久痊癒，十三年（1448年）參加戊辰科會試第五十二名，殿試登進士第三甲第五十九名，先在戶部觀政，奉命送慰勞兩廣士兵，尚書金濂稱他有才，補任戶部福建司主事，前往通州、天津等處，與協同鎮守都指揮陳逵督辦，因父親逝世回鄉。
服闋後到四川紫荊關督糧，有廉能名聲，陞員外郎、郎中，兩浙鹽運司運使，母親逝世後不願再出仕，在和州城半里外建屋居住，足跡不至城府。

## 家族
曾祖父王永福。祖父王仲文，曾任封戶部主事。父亲王鎬，曾任戶部員外郎。